# Pamela Voorhees
Pamela Sue Voorhees, também conhecida como Sra. Voorhees (em inglês: Mrs. Voorhees), é uma personagem fictícia da cinessérie de terror Sexta-Feira 13 (em inglês: Friday the 13th). Ela foi criada por Victor Miller e apareceu pela primeira vez no filme Friday the 13th (1980), dirigido por Sean S. Cunningham, interpretada por Betsy Palmer. Pamela é a principal antagonista do primeiro filme e permanece como uma presença antagônica nas sequências do longa-metragem, nas quais é vista principalmente como uma cabeça decepada ou um fragmento da imaginação de seu filho, Jason Voorhees. 
No filme original, ela é apresentada como a mãe de Jason, um menino supostamente afogado em 1957 no Acampamento Crystal Lake, onde ela trabalhava como cozinheira. Depois de Pamela matar aqueles que culpou pela morte de seu filho, o acampamento é fechado. Tentativas de reabri-lo fracassam devido a incêndios criminosos e contaminação da água. Mais de vinte anos depois, novos monitores tentam reativar o local. Decidida a impedir a reabertura, a vingativa e psicótica Pamela mata todos os monitores até ser finalmente decapitada pela única sobrevivente da matança. Posteriormente, revela-se que Jason está vivo e ele, para vingar a mãe, passa a matar qualquer um que pise na área do acampamento e na floresta ao redor.
Embora Pamela permaneça como uma presença ou lembrança recorrente nos demais filmes da série, diversos aspectos relacionados à sua história de origem, bem como suas motivações, foram explorados com mais detalhes nos enredos de romances e histórias em quadrinhos baseados no universo da franquia. Ela também apareceu em jogos eletrônicos e foi representada em figuras de ação. É apontada como uma das antagonistas femininas mais relevantes do cinema de terror e algumas de suas características, particularmente seu gênero, o fato de ser uma figura materna superprotetora e sua caracterização como uma personagem que sofre de distúrbio psicológico, tornaram-se tema de análise entre estudiosos de cinema.

## Biografia ficcional
Embora a Sra. Voorhees seja a antagonista central do primeiro filme, detalhes de sua biografia ficcional foram apresentados apenas em produções posteriores da franquia Friday the 13th. O filme Friday the 13th: The Final Chapter revela seu nome, Pamela Voorhees, além de informar que ela nasceu em 1930 e morreu em 1979. A série cinematográfica original praticamente não explora a juventude da personagem, além do fato de que, como lembrança da época, ela usava um anel de formatura na mão esquerda, como visto em várias cenas do filme original. Conforme mencionado em Jason Goes to Hell: The Final Friday, Pamela engravidou de um homem chamado Elias Voorhees e, em 1946, deu à luz um menino a quem chamou de Jason. O garoto nasceu com algumas deficiências, motivo pelo qual a Sra. Voorhees tornou-se uma mãe superprotetora.
Pamela conseguiu um emprego como cozinheira no Acampamento Crystal Lake, uma colônia de férias, onde exigia que os monitores vigiassem o filho dela a todo momento. Devido a suas deformidades, o garoto era frequentemente ridicularizado pelas outras crianças. Em uma noite de 1957, cansado das provocações e perseguições, Jason foi até o lago para provar a si mesmo que sabia nadar. Enquanto isso, os monitores festejavam e faziam sexo. Jason foi dado como morto por afogamento, mas seu corpo nunca foi encontrado no lago. O trauma da morte do filho desencadeou alucinações em Pamela, que passou a ouvi-lo falar com ela, pedindo-lhe para vingar a morte dele.
Um ano após o afogamento, Pamela assassinou um casal de monitores que iniciava uma relação sexual, indicando que ela odiava particularmente funcionários que se entregassem ao que considerava como vício que levou à morte de Jason. A colônia de férias foi fechada e apelidada de "Acampamento Sangrento". Pamela sabotou duas tentativas de reabertura do local, envenenando a água e incendiando cabanas. Apesar de morar nas proximidades do acampamento e ser conhecida dos monitores, nunca se suspeitou do envolvimento dela em nenhum dos desastres. Por volta de 1979, quando novos monitores chegaram ao acampamento com a intenção de reabri-lo, Pamela os matou usando armas como facas, machados e flechas, na tentativa de manter a propriedade fechada. Ela morreu decapitada por Alice, única sobrevivente do massacre. Posteriormente, é revelado que Jason estava vivo e ele passa a seguir os passos da mãe, matando todos que se aproximam do acampamento.

## Aparições

### Filmes
Pamela Voorhees aparece pela primeira vez em Friday the 13th (1980), cujo enredo é centrado nela. Nos filmes posteriores da série, seu filho Jason torna-se o antagonista principal. Embora não compartilhe da imortalidade do filho, ela retorna ou é ao menos mencionada na maioria das sequências. Aparece na tela em cenas de flashback, como um cadáver ou alucinação que incita Jason a matar, em um incessante ciclo de vingança pelos eventos que se sucederam em Crystal Lake.

#### Friday the 13th(1980)
A Sra. Voorhees (Betsy Palmer) é revelada como a assassina nos últimos vinte minutos do filme. Até esse ponto, a identidade do matador é mantida em suspense. Na cena de abertura, ambientada em 1958, ela mata os monitores Barry (Willie Adams) e Claudette (Debra S. Hayes) no Acampamento Crystal Lake. Mais de duas décadas depois, em uma sexta-feira 13, o novo proprietário do local, Steve Christy (Peter Brouwer), e um grupo de jovens monitores estão no acampamento preparando-o para a reabertura. No caminho para o acampamento, a monitora Annie (Robbi Morgan) é alertada por moradores locais sobre uma suposta maldição naquela propriedade, o que envolve os assassinatos de 1958, envenenamento da água e incêndios misteriosos. Pouco tempo depois, Pamela degola a jovem na floresta. A assassina continua a vitimar outros monitores: atrai Ned (Mark Nelson) para dentro de uma cabana onde corta-lhe a garganta, perfura o pescoço de Jack (Kevin Bacon) com uma flecha por baixo da cama, acerta um machado no rosto de Marcie (Jeannine Taylor) dentro do banheiro e ataca brutalmente Brenda (Laurie Bartram) na área de tiro com arco.
Quando Steve retorna ao acampamento, sem saber dos assassinatos, Pamela aponta uma lanterna para ele e então o esfaqueia no peito. Bill (Harry Crosby) vai investigar o gerador elétrico que foi desligado e Pamela corta-lhe a garganta antes de prender com flechas o corpo do rapaz na porta do galpão. Alice (Adrienne King), a última monitora restante, encontra o corpo de Bill e se esconde na cabana principal. Depois de aterrorizar Alice jogando o corpo de Brenda por uma das janelas, a assassina dirige seu jipe em direção à cabana para atrair Alice para fora, fazendo-a pensar que Steve voltou. Do lado de fora, ela cumprimenta Alice de maneira acolhedora e se diz amiga da família de Steve. Ao entrar na cabana com Alice, Pamela começa a relatar sobre o afogamento de Jason, culpando os monitores por não terem prestado atenção ao acidente. Ela começa a ter visões de Jason se afogando, torna-se violenta e saca sua faca para atacar Alice, mas esta revida e a ataca com um atiçador de lareira.
Alice foge e se esconde no depósito de armas, porém, Pamela logo a encontra e começa a esbofeteá-la violentamente. A jovem consegue escapar para fora do depósito após imobilizar a assassina, atordoando-a com uma coronhada de rifle no rosto. Pamela sai à procura da monitora nos arredores do acampamento, enquanto fala como se reproduzisse a voz de Jason na sua mente a dizer "mate-a, mamãe!". Ela encontra Alice dentro de um armário de comida e, enquanto usa um facão para atacar, Alice a acerta na cabeça com uma frigideira, deixando-a inconsciente. A psicopata desperta pouco tempo depois, encontra Alice, que estava na doca se preparando para partir em uma canoa, e a ataca mais uma vez. Durante a luta, Alice ganha a vantagem e finalmente consegue decapitar Pamela com o facão que a própria usou para tentar matá-la.

#### Outros filmes
Em Friday the 13th Part 2 (1981), Jason coloca a cabeça de Pamela em uma geladeira para assustar Alice (Adrienne King), antes de finalmente matá-la para vingar a morte da mãe. Em cenas seguintes, a cabeça é vista em um altar improvisado na cabana do assassino, na qual ele também armazena os corpos de algumas de suas vítimas e o resto do cadáver de Pamela. Ginny (Amy Steel), sobrevivente da matança perpetrada por Jason (Steve Daskawisz), adentra a cabana e veste o suéter de Pamela para fazer com que o vilão pense que ela é a mãe dele. Ginny consegue distraí-lo, levando-o a ter uma breve visão de Pamela (novamente interpretada por Palmer) conversando com ele. Entretanto, o assassino percebe a cabeça de sua mãe no altar e logo dar-se conta do engano. Apesar disso, Ginny consegue escapar, ferindo-o com um facão.

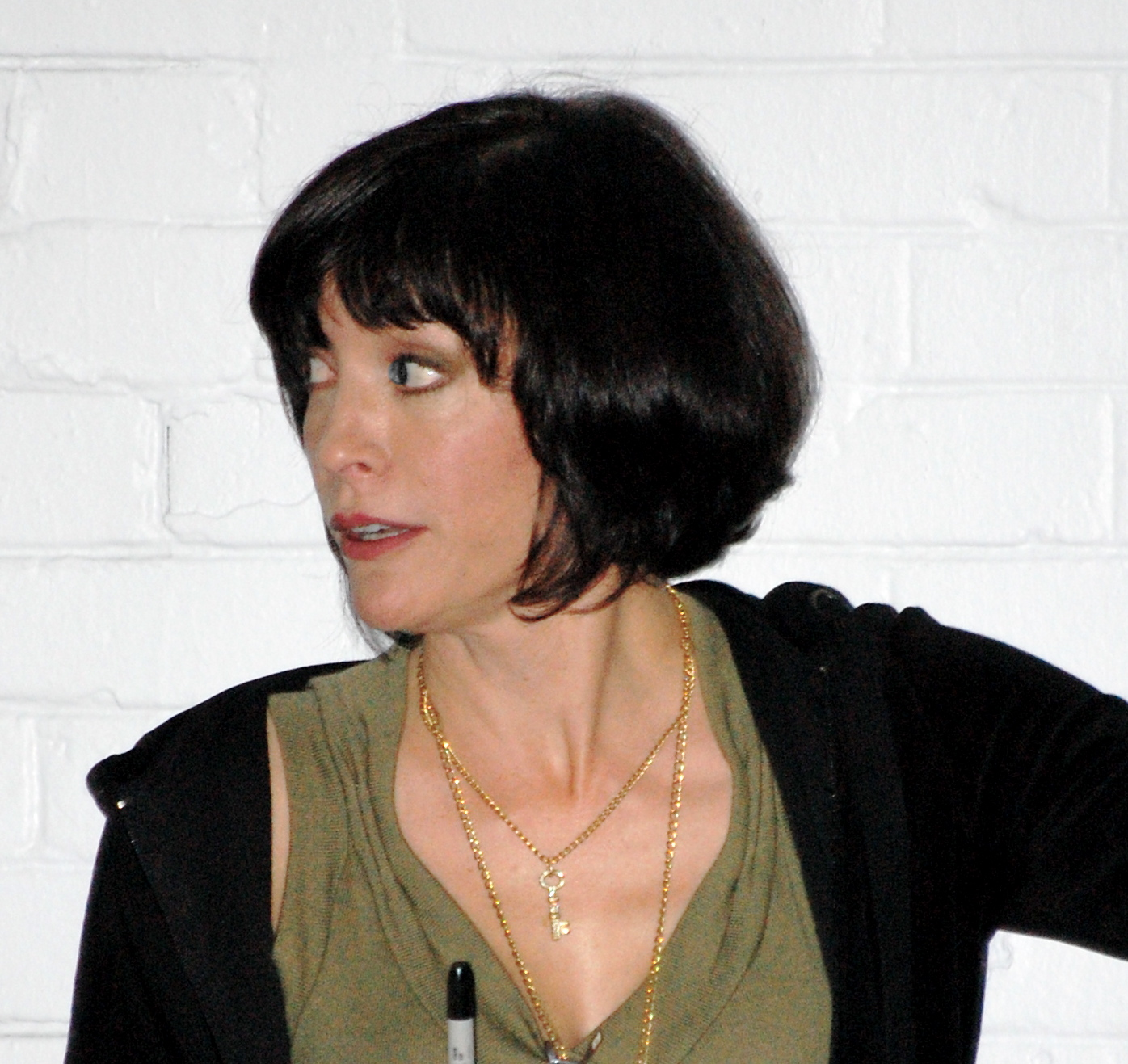
Nana Visitor interpretou Pamela Voorhees na versão de 2009 de Friday the 13th.

A personagem é vista novamente em Friday the 13th Part III (1982), quando Chris Higgins (Dana Kimmell), a única sobrevivente, tem um pesadelo que termina com o cadáver de Pamela (Marilyn Poucher), com a cabeça recolocada, emergindo do lago e puxando a protagonista para baixo da água. O túmulo de Pamela aparece brevemente em Friday the 13th: The Final Chapter (1984), revelando que o corpo dela foi encontrado na cabana de Jason e sepultado em um cemitério degradado à beira da estrada. Em Freddy vs. Jason (2003), sua última aparição na série original, Pamela (Paula Shaw) surge para Jason no Inferno, ordenando-o a voltar à vida e matar os jovens de Elm Street; no entanto, é revelado que ela era na verdade Freddy Krueger (Robert Englund) disfarçado, tentando manipular Jason para seus próprios fins.
Na refilmagem de 2009, Pamela (Nana Visitor) faz uma breve aparição. A cena de abertura mostra-a perseguindo uma jovem monitora no momento final de sua onda de assassinatos no Acampamento Crystal Lake e a moça finalmente a decapita com um facão. O evento é testemunhado pelo pequeno Jason, que examina o cadáver da mãe e encontra um medalhão que contém fotos dele e de Pamela mais jovem. Ele então ouve a voz dela a ordenar que "mate pela mãe". Já adulto, Jason (Derek Mears) sequestra uma de suas potenciais vítimas, Whitney Miller (Amanda Righetti), que se parece com a jovem Pamela vista na foto, desencadeando os eventos do filme.
Em uma entrevista, o cineasta John Carl Buechler revelou que originalmente foi cogitada uma cena em Friday the 13th Part VII: The New Blood (1988) em que a protagonista Tina Shepard teria uma visão surreal da cabeça decepada de Pamela nos braços de Jason, gritando repetidamente "ajude-me, mamãe!". A cena nunca foi filmada por ser considerada muito exagerada. Adam Marcus, diretor de Jason Goes to Hell: The Final Friday (1993), afirmou que a personagem também apareceria nesse filme durante um momento de flashback da infância de Jason. Na primeira versão do roteiro de Jason X (2001), havia uma sequência na qual Jason encontraria um holograma de Pamela; uma das ideias era fazer com que o assassino matasse a versão virtual da própria mãe, o que mostraria que ele havia chegado a um nível de malignidade nunca antes visto.

### Romances
Em 1987 foi lançada a primeira romantização do filme Friday the 13th, escrita por Simon Hawke. Um dos acréscimos do livro à história é o momento em que a família Christy acolhe a Sra. Voorhees no acampamento após a perda do filho dela. O romance fornece uma maior compreensão das ações de Pamela. Hawke concluiu que a personagem tentou seguir em frente após perder Jason, mas a dor do trauma a enlouqueceu. Quando Steve Christy planejou reabrir o acampamento, ela viu nisso um risco de que pudesse acontecer com outra criança o mesmo que aconteceu com seu filho. Ela assassinou os monitores por enxergar todos eles como culpados pela morte de Jason.
A cabeça decapitada de Pamela é a personagem central de Friday the 13th: Mother's Day (1994), o primeiro livro da série Camp Crystal Lake, de Eric Morse. No romance, o caçador Joe Travers encontra uma lápide não identificada na floresta, faz escavações nas proximidades e depara-se com a cabeça ainda viva, reanimada pela energia da máscara amaldiçoada de Jason, dentro de uma caixa de papelão. Pamela então instrui o homem a localizar a máscara de hóquei, a qual ele desenterra e coloca no rosto. Com isso, ele é possuído por Jason e começa a assassinar um grupo de adolescentes que se atreveu a acampar em Crystal Lake. Carly, a heroína da história, descobre mais tarde a cabeça ainda na caixa, na sepultura. Durante o confronto final com Pamela e o caçador, a protagonista destroi a cabeça de Pamela com um tiro de espingarda.
A antagonista aparece em três romances publicados pela Black Flame. Em Jason X: Death Moon (2005), de Alex Johnson, um personagem é imerso numa versão holográfica de Crystal Lake, na qual depara-se com uma recriação subaquática do túmulo de Pamela e é atacado por uma versão zumbificada dela criada pelo Dr. Armando Castillo, um cientista perverso interessado em criar réplicas de Jason. Em Friday the 13th: Hell Lake (2005), escrito por Paul Woods, a personagem Gretchen Andrews encontra-se com Jason e, como consequência, fica aparentemente possuída por Pamela. Os eventos de Friday the 13th: Carnival of Maniacs (2006), de Stephen Hand, giram em torno da Sra. Voorhees voltando à vida e procurando pelo filho; no decorrer da história, ela possui personagens que entram em contato com sua cabeça decepada.

### Histórias em quadrinhos
Na minissérie não-canônica Jason vs. Leatherface (1995), escrita por Nancy Collins e publicada pela Topps Comics, a Sra. Voorhees é identificada como Doris e aparece nas duas primeiras edições da obra. Na primeira edição, ela é vista brevemente durante um flashback no momento em que Jason, que não fala, escreve seu nome com sangue numa parede para apresentar-se à família de Leatherface, a qual ele encontrou depois que se viu forçado a sair de Crystal Lake; a personagem, com o rosto não revelado, surge nas memórias do filho encorajando-o a escrever o nome dele num quadro-negro. Na segunda edição, ao observar Leatherface ser agredido pelo irmão mais velho, Jason recorda novamente da mãe, que é mostrada a assassinar com um facão o marido dela, Elias Voorhees, quando ele tentava espancar Jason.

Capa da primeira edição da minissérie Friday the 13: Pamela's Tale, que revela várias detalhes do passado de Pamela, tais como sua gravidez de Jason.

Jason X Special (2005), one-shot da Avatar Press, apresenta Pamela voltando dos mortos ao possuir um enxame de aranhas nanorrobóticas. Ao descobrir que Jason foi capturado por uma bioengenheira chamada Kristen, Pamela o liberta e o guia até um acampamento perto do laboratório de Kristen. Jason começa a destruir androides que habitam o local, mas rapidamente fica insatisfeito com essas vítimas devido ao fato de que, como afirma Pamela, "elas não são reais". No final da história, Kirsten consegue se livrar de Jason lançando-o ao espaço, mas Pamela se vinga da bioengenheira possuindo seu namorado Neil e forçando-o a matar Kristen e suicidar-se em seguida. Na sequência do one-shot, a minissérie de duas edições Friday the 13th: Jason vs. Jason X (2006), Pamela aparece apenas como uma memória fragmentada compartilhada entre Jason e o clone dele, criado a partir de uma parte do cérebro do assassino. Depois que Jason descarta seu clone e assimila a parte de seu cérebro que este possuía, suas memórias de Pamela (que ele e o clone não reconheciam) são restauradas.
Vários detalhes do passado da personagem foram abordados em Friday the 13th: Pamela's Tale (2007), uma minissérie escrita por Marc Andreyko e publicada pela Wildstorm, em duas edições. O enredo, que se passa antes dos eventos principais de Friday the 13th, mostra a Sra. Voorhees dando carona a Annie, uma das monitoras do Acampamento Crystal Lake, e contando seu passado. Pamela revela que sofreu abusos de Elias enquanto estava grávida, o que pode ter feito Jason nascer deformado. Impulsionada pelo que acreditava ser a voz do filho não nascido, ela matou Elias com um machado, explodiu o trailer onde vivia com ele e jogou o corpo do marido num lago. Em seguida, Pamela mudou-se para Crystal Lake, onde conseguiu um emprego como chef em um diner e, posteriormente, foi contratada pela família Christy como cozinheira do acampamento. Após contar a Annie sua origem, Pamela, assim como no filme, corta a garganta da jovem, mas depois trata o corpo como se ainda estivesse vivo. A minissérie termina com uma recriação da cena do filme em que Pamela encontra Alice no acampamento.
Pamela também apareceu em outras duas minisséries da Wildstorm. A primeira edição de Friday the 13th: How I Spent My Summer Vacation (2007) mostra-a em flashback trazendo o filho para o acampamento; na segunda, o final da história mostra Jason a visitar o túmulo da mãe. Na primeira edição de Freddy vs. Jason vs. Ash (2008), durante um sonho de Jason, Freddy cria uma visão de Pamela e a usa para manipulá-lo a buscar o Necronomicon que está na casa que o jovem Jason e a mãe moravam no passado, uma ideia que foi primeiramente apresentada no filme Jason Goes to Hell: The Final Friday. Na quinta edição da minissérie, além de haver um retrato de Pamela na antiga casa dela e de Jason, está implícito que ela usou o Necronomicon para ressuscitar Jason depois que ele se afogou em Crystal Lake.

## Conceito e caracterização
Pamela Voorhees foi criada por Victor Miller, roteirista do filme original. Ele comentou que a personagem foi inspirada em suas próprias lembranças maternas: "Eu nunca tive uma mãe que me protegesse, então a Sra. Voorhees foi a mãe que eu nunca tive. Ela era a mais protetora das mães, de um jeito muito doentio". As formas criativas de Voorhees vingar a morte de Jason surgiram a partir de pesadelos que o escritor tinha na infância. Ela enfia uma flecha por baixo da cama no personagem de Kevin Bacon porque Miller, até os 10 ou 11 anos, verificava embaixo da cama para conferir se "havia alguém escondido lá". Seu medo de machucar o rosto foi inspiração para a sequência da machadada na cabeça da personagem de Jeannine Taylor. Segundo Miller, escrever essas cenas foi "terapêutico" para ele.
Betsy Palmer, a intérprete original da Sra. Voorhees, relatou que aceitou o papel apenas porque precisava comprar um carro novo. A partir de um elemento presente no roteiro, um anel de formatura, a atriz imaginou a seguinte história de fundo: na década de 1940, Pamela era uma adolescente colegial que engravidou e foi abandonada pelo namorado. Por ter feito sexo antes do casamento, envergonhou a família e foi expulsa de casa pelo pai. Ela passou a viver de empregos temporários. Enquanto Pamela trabalhava como cozinheira num acampamento, seu filho morreu afogado por negligência dos monitores. Enlouquecida pelo trauma, ela passou a cometer assassinatos como vingança pela morte do filho. Palmer fez uma participação especial em Friday the 13th Part 2, aparecendo como uma alucinação de Pamela para Jason no momento em que Ginny tenta enganá-lo fingindo ser Pamela. Embora renegado por Palmer durante muitos anos, o papel tornou-se o trabalho cinematográfico mais conhecido de sua carreira e, por volta da década de 2000, a artista finalmente passou a celebrar publicamente sua participação na franquia.
Na cena final do segundo filme, a cabeça decepada da personagem não era uma peça protética, mas sim o resultado de efeitos de maquiagem aplicados em uma atriz, Connie Hogan. Nos últimos segundos, a cabeça inexplicavelmente abriria os olhos e sorriria para a câmera, mas os cineastas não ficaram satisfeitos com o resultado da cena e decidiram excluir da filmagem o registro do sorriso da antagonista. No final de Friday the 13th Part III, Pamela surge brevemente como um cadáver em decomposição que emerge das águas e ataca a heroína Chris Higgins numa canoa durante uma sequência de pesadelo, uma recriação da cena final do primeiro filme em que Jason salta do lago para atacar Alice. A vilã foi interpretada pela assistente de direção Marilyn Poucher que, apesar do curto tempo de aparição na tela, teve que passar várias horas na cadeira de maquiagem e atuar sob pesadas próteses faciais nas águas "nojentas" de um lago repleto de "sapos, girinos e larvas de insetos".
Em Freddy vs. Jason, a Sra. Voorhees aparece como uma ilusão criada por Freddy Krueger para convencer Jason a ressuscitar dos mortos e retomar aos massacres habituais. Ela foi interpretada por Paula Shaw, que procurou criar uma versão "realmente enfurecida e malvada" da personagem. Em Friday the 13th (2009), refilmagem que também funcionou como reinicialização da franquia, a antagonista foi interpretada por Nana Visitor; a morte de Pamela por Alice é mostrada da perspectiva de Jason durante os créditos de abertura. Nessa versão, fica explícito que Jason foi induzido a matar por causa do amor psicótico de sua mãe por ele, algo apenas subentendido em Friday the 13th Part 2. Questionada sobre como se preparou para o papel, Visitor respondeu: "A preparação é ter plástico derramado na cabeça e fazer o molde [para a cena da decapitação], o que não é uma experiência que eu recomendaria. [...] Especialmente para claustrofóbicos, não é divertido. [...] E ser meio louca, o que não é difícil para mim".
No filme original, Pamela tem cabelo loiro curto, usa um largo suéter azul tricotado (por cima de outras camadas de roupas), calças pretas, botas e um destacado anel de formatura na mão esquerda; sua arma preferida é uma faca Bowie. Esse padrão manteve-se constante em suas aparições seguintes. Palmer afirmou que o suéter largo conferiu a Pamela uma aparência mais imponente e assustadora. Nas primeiras cenas de assassinato, filmadas sem a presença da atriz, a personagem teve de ser interpretada por alguns homens da equipe de filmagem, o que justificou a escolha de revelar ao público apenas as mãos e pernas da assassina em prol da reviravolta final. No segundo filme, o desgastado suéter torna-se uma peça venerada por Jason em um altar improvisado. Em Freddy vs. Jason, Pamela usa um suéter vermelho e, na refilmagem de 2009, o visual da personagem foi completamente alterado, com cabelo preto comprido e vestido longo; Jason conecta-se emocionalmente com ela por meio de um medalhão que contém uma foto dele e outra dela quando jovem.

## Mídia relacionada
A personagem já apareceu em jogos eletrônicos. Em Friday the 13th, lançado para a plataforma Nintendo Entertainment System em 1988, sua cabeça decapitada é um subchefe presente numa caverna escondida. Ela começa a flutuar depois de se levantar de um pedestal cercado por velas, uma reminiscência do segundo filme. Assim como Jason precisa ser derrotado três vezes para que o jogo possa ser completado, Pamela também pode ser vencida três vezes e cada derrota proporciona ao jogador um item único, começando com uma arma poderosa (geralmente facão ou machado), depois o suéter da personagem e, por fim, um forcado.
No jogo Friday the 13th: The Game (2017), a personagem foi dublada por Jennifer Ann Burton. Ela incita Jason a matar os monitores que vieram para o acampamento de Crystal Lake. Há duas séries de fitas de áudio desbloqueáveis, uma das quais centra-se na vida pregressa de Pamela, fornecendo informações básicas sobre ela e Jason antes do afogamento deste último, revelando que Jason não era realmente filho de Elias Voorhees e sim fruto de um estupro brutal cometido por um desconhecido. Pamela e Jason foram fortemente abusados por Elias, culminando no assassinato deste por Pamela. Ao ser questionada pela polícia sobre o assassinato, ela afirma que o cometeu por insistência de Jason. As fitas também apresentam um breve e amigável diálogo entre Pamela e o Dr. Malcolm Jarvis — o pai do futuro inimigo de Jason, Tommy Jarvis — que simpatiza com Pamela. Tom McLoughlin, diretor e roteirista de Friday the 13th Part VI: Jason Lives, escreveu esse conteúdo para o jogo.
A vilã também já foi representada em figuras de ação. Em 2004, a Sideshow Collectibles foi responsável por um dos primeiros lançamentos: uma figura de 30,5 centímetros acompanhada por réplicas de uma faca de caça, machado, facão e arco e flecha; as primeiras unidades encomendadas recebiam a cabeça decepada da personagem como acessório exclusivo. No ano seguinte, a National Entertainment Collectibles Association (NECA) comercializou uma figura de Pamela baseada em Friday the 13th Part 2, como parte de um conjunto que incluía também a figura de Jason e uma réplica do altar com a cabeça decapitada. Em junho de 2015, alguns dias após a morte de Betsy Palmer, a NECA homenageou a atriz com o lançamento de um pacote especial contendo duas figuras representando Pamela e Jason conforme a caracterização de ambos no filme de 1980. Uma nova representação da personagem, baseada em sua versão zumbi vista em Friday the 13th Part III, foi lançada pela empresa em 2019.

## Recepção

### Impacto cultural
Pamela Voorhees é considerada uma das vilãs mais memoráveis do cinema slasher. No livro Legacy of Blood (2004), o autor Jim Harper a menciona como o exemplo mais conhecido de mulher assassina em filmes desse subgênero; seu conceito teria influenciado diversos longas-metragens posteriores que apresentam esse tipo de personagem feminina, entre os quais Happy Birthday to Me (1981), April Fool's Day (1986), Hell High (1989), Scream 2 (1997) e Urban Legend (1998), Scream 4 (2011) e Happy Death Day (2017). Pamela é por vezes descrita como uma versão reversa do psicopata Norman Bates, de Psycho (1960): ela é direcionada a matar pela memória do filho, enquanto Norman torna-se assassino por influência da memória da mãe. Anthony Gramuglia, do Comic Book Resources, destaca-a como "original" por ela continuar relevante na franquia a qual pertence mesmo depois de ter morrido na primeira aparição e permanecer morta. Semelhantemente, o escritor James Francis Jr. afirma em seu livro Remaking Horror (2013) que Friday the 13th é uma "franquia de terror única" porque o assassino da história original não é "o vilão mascarado icônico de suas continuações".
A personagem tem sido objeto de paródias, sátiras e homenagens no gênero terror e na ficção em geral. Na cena de abertura de Scream (1996), Ghostface pergunta a Casey Becker (Drew Barrymore) o nome do assassino em Friday the 13th, ela não lembra da Sra. Voorhees e responde que é Jason; consequentemente, o namorado de Casey é morto. Em Scream 2 (1997), a antagonista principal Sra. Loomis (Laurie Metcalf) comete assassinatos para vingar a morte do filho e também é revelada como assassina nos últimos minutos do filme. Lavinia Ritchner, interpretada por Lily Rabe na telessérie American Horror Story: 1984, é uma personagem fortemente inspirada na caracterização de Palmer. Na quinta temporada de Legends of Tomorrow, a vilã do episódio "Slay Anything" é a assassina em série Kathy Meyers, mãe de um adolescente solitário que inicialmente é considerado suspeito dos crimes perpetrados pela mãe. Em Fear Street Part 2: 1978 (2021), filme que homenageia Friday the 13th Part 2, é criado um paralelo entre a Sra. Voorhees e a bruxa Sarah Fier, entidade demoníaca que possui Tommy, um jovem monitor de acampamento, tornano-o seu servo assassino.
Embora a série Friday the 13th gire em torno de Jason Voorhees, é o primeiro longa, centrado em Pamela, o filme da franquia melhor avaliado segundo os critérios do Rotten Tomatoes, que o classifica com 63% de aprovação com base em 53 resenhas de críticos especializados. Publicações de veículos como Variety, NME e IMDb também citam o filme de 1980 como o melhor da franquia. A revelação de Pamela como a assassina é mencionada como uma das maiores reviravoltas de enredo cinematográficas em listas publicadas por, entre outros sites, Comic Book Resources, GamesRadar+, PopSugar e Filmsite.org. A personagem é citada como uma das "11 mães mais aterrorizantes do cinema" numa publicação da Entertainment Weekly e também é incluída em listas de conteúdo semelhante divulgadas por Fandango, GamesRadar+, Bloody Disgusting, Gizmodo e Screen Rant. Pamela aparece em 92º lugar na lista dos "100 melhores personagens do cinema de terror" publicada em 2020 pela Empire, que enfatizou: "ela é muito mais interessante do que seu filho, Jason, e merece ser lembrada como mais do que apenas uma pegadinha no início de Scream".

### Análise temática
Estudiosos de cinema como Carol J. Clover e Philip C. Dimare abordaram a questão de gênero envolvida na reviravolta do primeiro filme: a revelação da Sra. Voorhees como a assassina da trama. Para Clover, o fato de a vilã ser mulher é um aspecto relevante de Friday the 13th no âmbito do cinema de terror, uma vez que o filme convida o público desde o início a supor que o matador é um personagem masculino, seja pela expectativa convencional de que assassinos são homens, seja por vislumbres de detalhes do vestuário como botas rústicas e luvas desgastadas. Dimare observou que sustentar pela maior parte do filme a misteriosa indeterminação de idade, condição social e gênero do assassino foi um artifício cinematográfico de abstração que permitiu aos cineastas a oportunidade de explorar no enredo "a natureza ambígua do mal".
Anne Billson, crítica de cinema do The Guardian, e Sady Doyle, autora feminista em contribuição para a Ms., citam Pamela como um exemplo da representação negativa da figura materna no terror hollywoodiano, tal como se observa em Margareth White no filme Carrie e em muitas outras mães fictícias do gênero. As autoras sugerem que uma das bases para a criação dessas personagens teria sido Norma Bates, progenitora de Norman em Psycho: "dominadora, possessiva, ciumenta, homicida e morta". Doyle descreve Pamela como representante do tropo da mãe superprotetora perigosa: "Pamela não é apenas próxima de Jason, ela de alguma forma é Jason; embora ele esteja morto, ela o embala em seu corpo como uma grávida carregando seu feto"; após Jason ressurgir, Pamela se torna "a força possuidora do morto/vivo, aparecendo em alucinações para incitá-lo a mais mortes". Doyle argumenta que as personagens desse tipo refletem sexismo, pois são "apagadas completamente pela maternidade", criam um monstro e são elas mesmas esse monstro, de modo que reproduzem a ideia de que "as mães são incessantemente culpadas por toda e qualquer decisão errada tomada por seus filhos".
Outro aspecto discutido é o transtorno mental da personagem. Em análise publicada no Bloody Disgusting, o coletivo de psiquiatras forenses Broadcast Thought, especializado em tópicos de entretenimento, afirmou que no primeiro filme a Sra. Voorhees exibe certos sintomas que remetem à dissociação psíquica e/ou psicose; por outro lado, eles argumentam que Pamela é tecnicamente uma assassina em série que não poderia alegar insanidade em sua defesa, pois a maioria de seus atos indicariam que ela sabia que estava fazendo algo errado. Evan J. Peterson, discorrendo à Nightmare Magazine sobre a relação entre saúde mental, ableísmo e o gênero terror, critica a ideia de a personagem tornar-se violenta como consequência de desordem psicológica: "Um assassino precisa ser totalmente louco para matar várias pessoas? [...] Pessoalmente, quero ver algumas mães (fictícias) matarem um bando de adolescentes excitados porque querem, não porque seu filho morto possuiu sua psique".